# Episodi di Narcos: Messico (prima stagione)
La prima stagione della serie televisiva Narcos: Messico, composta da 10 episodi, è stata interamente distribuita su Netflix il 16 novembre 2018, in tutti i paesi in cui il servizio è disponibile.
| n° | Titolo originale         | Titolo italiano               | Pubblicazione    |
| -- | ------------------------ | ----------------------------- | ---------------- |
| 1  | Camelot                  | Camelot                       | 16 novembre 2018 |
| 2  | The Plaza System         | Il sistema della piazza       | 16 novembre 2018 |
| 3  | El Padrino               | Il padrino                    | 16 novembre 2018 |
| 4  | Rafa, Rafa, Rafa!        | Rafa, Rafa, Rafa!             | 16 novembre 2018 |
| 5  | The Colombian Connection | Contatti in Colombia          | 16 novembre 2018 |
| 6  | La Última Frontera       | L'ultima frontiera            | 16 novembre 2018 |
| 7  | Jefe de Jefes            | Il capo dei capi              | 16 novembre 2018 |
| 8  | Just Say No              | Devi semplicemente dire di no | 16 novembre 2018 |
| 9  | 881 Lope de Vega         | 881 Lope de Vega              | 16 novembre 2018 |
| 10 | Leyenda                  | Leyenda                       | 16 novembre 2018 |

## Camelot
- Titolo originale: Camelot
- Diretto da: Josef Kubota Wladyka
- Scritto da: Eric Newman e Clayton Trussell

### Trama
Nel 1980, mentre l'esercito messicano saccheggia la campagna di Sinaloa, un ambizioso poliziotto, Miguel Ángel Félix Gallardo, decide di creare un impero della droga a Guadalajara insieme al suo amico Rafael Caro Quintero e il noto contrabbandiere  Ernesto Fonseca Carrillo. Nel frattempo, un giovane agente della DEA di nome Enrique Camarena, viene trasferito in Messico.

## Il sistema della piazza
- Titolo originale: The Plaza System
- Diretto da: Josef Kubota Wladyka
- Scritto da: Carlo Bernard e Doug Miro

### Trama
Rafa studia un nuovo tipo di marijuana che può essere coltivata solo nel deserto. I problemi sorgono quando sembra esserci una mancanza di acqua per la coltivazione che porta Rafa a confrontarsi e minacciare il professore di geologia che ha contribuito a localizzare la terra. Frustrato e ubriaco, Rafa finisce per lanciare esplosivi in buche scavate, scoprendo una fonte d'acqua. Félix continua i suoi incontri per raggiungere un accordo con le piazze, ma Avilés umiliato e testardo si rifiuta di fare ammenda con Acosta e condanna Félix a morte dopo che l'accordo fallisce. Mentre entrambi stanno tornando a Sinaloa, vengono intercettati dalla polizia, che uccide Avilés, mettendo Félix a capo del cartello di Guadalajara.

## Il padrino
- Titolo originale: El Padrino
- Diretto da: Andrés Baiz
- Scritto da: Ashley Lyle e Bart Nickerson

### Trama
Kiki, dopo essersi reso conto dell'alto livello di corruzione, intraprende da solo una pericolosa operazione sotto copertura nei campi delle piantagioni. Dopo aver raggiunto l'accordo desiderato, Félix, Rafa e Don Neto diventano i capi di un impero della droga. Félix organizza una festa di matrimonio per uno dei suoi migliori amici, un figlio del Governatore, alla quale forza la fine del conflitto tra Nava e i fratelli Arellano.

## Rafa, Rafa, Rafa!
- Titolo originale: Rafa, Rafa, Rafa!
- Diretto da: Andrés Baiz
- Scritto da: Scott Teems

### Trama
Dopo mesi, Kiki e i suoi uomini cercano di arrestare i narcos senza successo. Félix rimane in una posizione pericolosa per le azioni sconsiderate di Rafa che ha cospirato con Sofia, la sua amante, per organizzare un finto rapimento, scatenando una caccia all'uomo da parte del padre di Sofia, importante figura politica di Città del Messico. Per garantire la sicurezza di Rafa, Félix accetta di fare un favore a Nava, che aveva precedentemente rifiutato. Dopo aver portato a termine il favore, Félix viene picchiato dagli uomini di Nava per chiarire chi è al comando.

## Contatti in Colombia
- Titolo originale: The Colombian Connection
- Diretto da: Amat Escalante
- Scritto da: Andy Black

### Trama
Le indagini mettono in pericolo la moglie di Kiki, che è convinto a continuare il suo lavoro. Kiki si infiltra nell'ufficio di Felix per ottenere documenti finanziari e con i suoi uomini progettano di arrestarlo negli Stati Uniti. Dopo che l'importazione di cocaina attraverso le Bahamas è stato bloccato dagli Stati Uniti, Félix prende contatto con i cartelli colombiani e raggiunge un accordo con il cartello di Cali. Dopo l'incontro, anche Pablo Escobar propone un accordo a Félix, metà e metà con lui e Cali.

## L'ultima frontiera
- Titolo originale: La Última Frontera
- Diretto da: Amat Escalante
- Scritto da: Jessie Nickson-Lopez e Clayton Trussell

### Trama
La guerra al traffico di marijuana tra Rafa e Falcón continua. La pressione su Félix è aumentata dopo che l'accordo con i politici di Città del Messico non è stato concluso. La DEA ha creato una trappola usando uno dei soci americani di Félix per attirarlo negli Stati Uniti con la scusa di firmare documenti per proteggere i suoi interessi finanziari. Isabella riesce a raggiungere un accordo con Falcón prima di scoprire che sono già state prese delle decisioni riguardo al suo destino. Quando Félix è pronto per attraversare il confine messicano, riceve una chiamata da Zuno, una figura politica di alto rango che lo avverte della trappola. Kiki non può intervenire e torna a casa frustrato e deluso.

## Il Capo dei Capi
- Titolo originale: Jefe de Jefes
- Diretto da: Alonzo Ruizspalacios
- Scritto da: Ashley Lyle e Bart Nickerson e Clayton Trussell

### Trama
Rafa è fuori controllo mentre il suo uso di cocaina continua e comincia ad attirare l'attenzione quando una notte in un club vengono sparati dei colpi dopo aver visto Sofia con Amado. Don Neto sta piangendo suo figlio, ucciso in un alterco fuori da una discoteca. La paranoia inizia ad arrivare a Rafa portando lui e altri ad assassinare brutalmente due turisti americani, convinti che la DEA li avesse mandati a spiarlo. Félix organizza una riunione per inserire nuovi ordini e territori escludendo Isabella che non la prende bene. In seguito, Nava tenta di intimidire Félix prima che quest'ultimo lo uccida mentre Azul guarda.

## Devi semplicemente dire di no
- Titolo originale: Just Say No
- Diretto da: Alonzo Ruizspalacios
- Scritto da: Doug Miro

### Trama
Gli agenti della DEA e l'esercito messicano penetrano nella piantagione di marijuana, confiscando e bruciando l'intero raccolto, rendendolo così uno dei più grandi sequestri di droga di tutti i tempi. Così facendo, inizia una guerra con Rafa, che riesce a scappare con l'aiuto di Chapo e dei suoi uomini. Félix confuso va a Città del Messico per cercare indicazioni su come comportarsi con Kiki, mentre Azul convince Rafa a ordinare il rapimento di Kiki.

## 881 Lope de Vega
- Titolo originale: 881 Lope de Vega
- Diretto da: Andrés Baiz
- Scritto da: Clayton Trussell

### Trama
Mentre Kiki viene interrogato e torturato, Mika denuncia la sua scomparsa a Jaime. Sapendo che ci sarà una caccia all'uomo per Rafa, Félix gli dice di lasciare il paese e così parte con Sofia per la Costa Rica. Jaime viene mandato in tondo dal sistema di polizia messicano e Mika arrabbiata affronta Ed Heath. All'operazione viene nominato un nuovo capo della polizia ma, dopo aver intercettato Rafa sulla pista dell'aeroporto, gli consente la fuga. Altrove, Félix riesce a sfuggire all'arresto dopo essere stato informato da Azul di un imminente raid. Una soffiata anonima alla DEA riguardo alla posizione di Rafa porta al suo arresto e alle informazioni sulla posizione di Kiki.

## Leyenda
- Titolo originale: Leyenda
- Diretto da: Andrés Baiz
- Scritto da: Carlo Bernard

### Trama
Dopo una settimana, Jaime e gli agenti della DEA trovano il corpo di Kiki Camarena vicino a un ranch. Neto lascia Guadalajara e si nasconde sulla costa. Félix ritorna a Sinaloa e chiede al governatore un rifugio. Isabella convince Benjamín a prendere ciò che resta del cartello. Il governatore tradisce Félix e la polizia gli tira un'imboscata quando sta per andarsene. Tuttavia, Félix è in grado di fare un accordo con il comandante, permettendogli di essere protetto politicamente. Don Neto viene trovato e arrestato a Puerto Vallarta il 7 Aprile 1985, sapendo di essere stato tradito da Félix. Azul informa Félix di un nuovo incontro a Ensenada, Félix prende parte presentando il nuovo accordo con i politici e riprendendo la leadership ed espellendo Isabella. La DEA inizia l'operazione Leyenda in Messico per porre fine al cartello di Guadalajara.